# Discestra semiconfluens
Discestra semiconfluens är en fjärilsart som beskrevs av Barend J. Lempke 1964. Discestra semiconfluens ingår i släktet Discestra och familjen nattflyn. Inga underarter finns listade i Catalogue of Life.